# سيباستيان

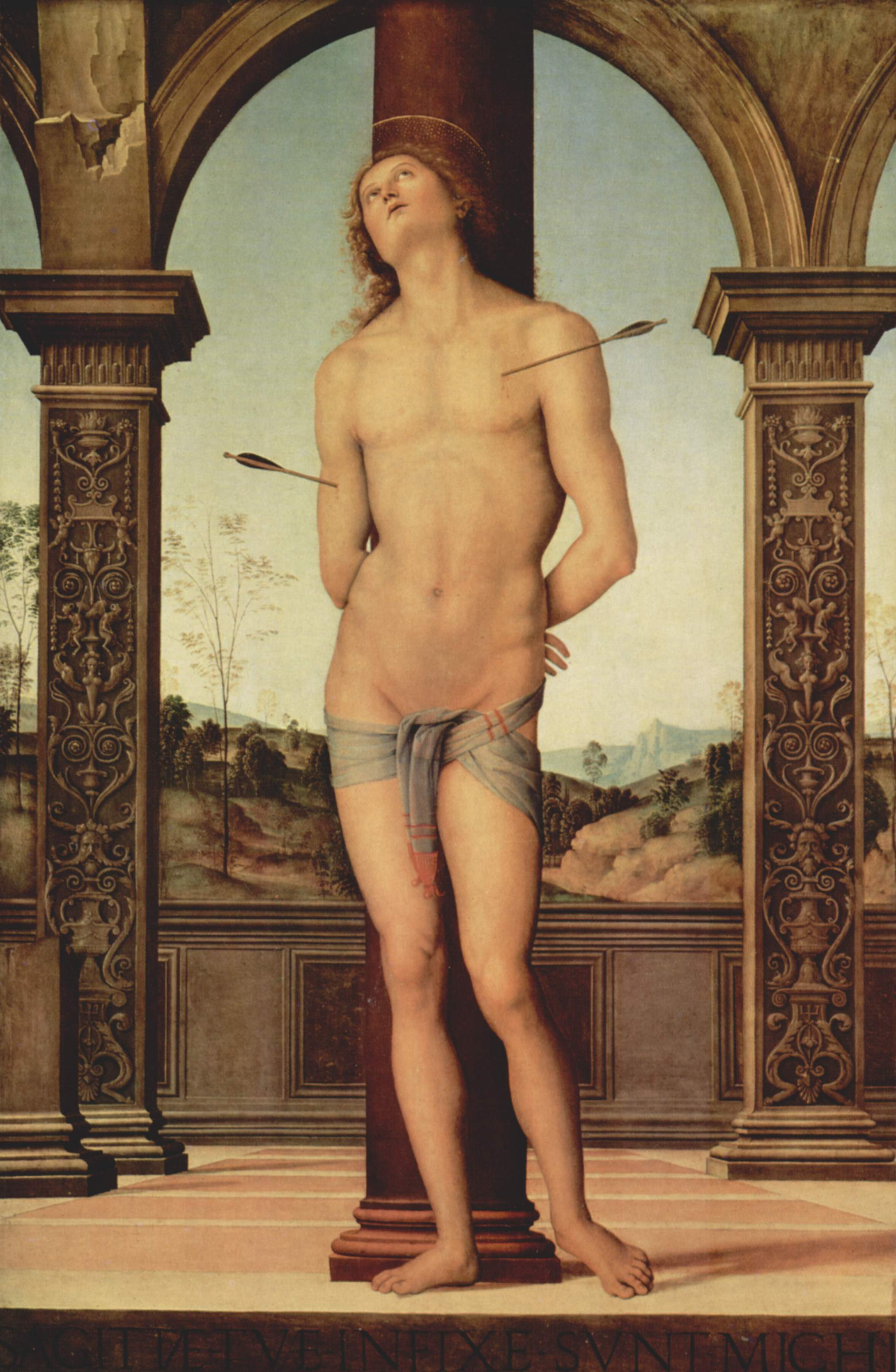
رسم للقديس عند صلبه بواسطة بيترو بيروجينو سنة 1500

القديس سيباستيان أو سيباستيانوس قديس روماني تعتبره الكنائس الكاثولوكية والأرثوذكسية شهيداً صلب بواسطة جيش الإمبراطور ديوكلتيانوس لاعتناقه المسيحية.

## حياته
ولد في ناربونا فرنسا عام 256 م. تلقى علومه في ميلان في إيطاليا، انضم للجيش الروماني كجندي في فيالق الإمبراطور ديكلوتيانوس، اعتنق المسيحية بالسر وكان أتباعها ملاحقون، وكان يساعد الجنود المسيحيين مثله، ثم اكتشف أمره ورفعت شكوى به للإمبراطور ماكسمينيان حيث خيره بين أن يترك المسيحية أو يستمر في الجيش الروماني، فاختار المسيحية وألقي القبض عليه وربطوه إلى عمود في حلبة الصراع في روما وقذفه الناس بكل أنواع الجذوع الشجرية والأحجار حتى أثخن بالجراح وظنوا أنه مات، عندما لاحظ اصدقاؤه الذين جاءوا لأخذ جثته أنّ ما زال حياً، أخفوه في بيت اعتنق سكانه المسيحية حتى تعافى، ونصحه اصدقاؤه بالهرب والاختفاء، فرفض وذهب عند الإمبراطور ماكسميليان ليقول له ها أنا حي، فأمر الإمبراطور بجلده حتى الموت ومات بسبب ذلك.